# Грег Брокман
Грег Брокман — американський інженер, підприємець і інвестор. Співзасновник та технічний директор компаній Stripe та OpenAI.

## Біографія
Грег Брокман народився і виріс у Томпсоні, Північна Дакота. Його батьки — лікарі, що працюють в американському постачальнику медичних послуг Altru Health System.
Грег навчався у середній школі Ред-Рівер. У юному віці він цікавився математикою, хімією, інформатикою та відвідував позакласні заняття в Університеті Північної Дакоти. В 2006 Брокман, виступаючи від команди США, завоював срібну медаль на Міжнародній хімічній олімпіаді в Кенсані, Південна Корея. 2007 року Брокман взяв участь у національному конкурсі США для старшокласників Intel Science Talent Search. Брокман став першим фіналістом конкурсу з Північної Дакоти з 1973.
У 2008 році Грег Брокман вступив до Гарвардського університету. Тоді він планував отримати подвійний диплом з математики та інформатики. Через рік Брокман кинув навчання в Гарварді, після чого якийсь час провчився в Массачусетському технологічному інституті (MIT). У 2010 році Брокман знову кинув навчання, провчившись в університеті лише кілька місяців.
У 2019 році Грег Брокман одружився.

## Підприємницька діяльність
Після виходу з університету в 2010 році Брокман приєднався до стартапа Stripe, який заснував Патрік Коллінс, однокурсник Брокмана з Массачусетського технологічного інституту, і його брат Джон. Компанія займалася розробкою рішень для прийому та обробки електронних платежів, а також створенням інтерфейсу прикладного програмування для веб-сайтів та мобільних додатків. У Stripe Брокман обійняв посаду головного інженера, а у 2013 році він став першим технічним директором компанії.
Грег Брокман публічно підтримував інвестиції Stripe у криптовалюту Stellar. До грудня 2014 року оцінка компанії досягла 3,5 мільярда доларів. У травні 2015 Брокман пішов зі Stripe, оскільки вирішив попрацювати над незалежними проектами в галузі штучного інтелекту.
У грудні 2015 року Брокман разом з Ілоном Маском та Семом Олтменом заснували некомерційну організацію OpenAI. В рамках компанії бізнесмени вирішили створити безпечний та самодостатній штучний інтелект. Будучи технічним директором OpenAI, Брокман найняв команду спеціалістів та керував низкою дослідницьких проектів. У квітні 2016 року компанія випустила OpenAI Gym, загальнодоступну платформу для розробки та порівняння алгоритмів навчання. Платформа є відкритою бібліотекою Python, яка дозволяє дослідникам відтворювати і поглиблювати свою роботу в галузі машинного навчання.
У 2017 році OpenAI навчила робота грі в Dota 2. У 2017 році на турнірі The International йому вдалося обіграти професійного кіберспортсмена з України Данила Ішутіна. Після гри Брокман пояснив, що при розробці робота компанія використовувала методологію навчання з підкріпленням. Бот навчався, граючи в Dota 2 проти самого себе і отримував винагороду за такі дії, як вбивство ворога та взяття цілей на карті. Брокман стверджував, що в майбутньому програмне забезпечення для самостійного навчання ІІ сприятиме створенню програмного забезпечення для вирішення складних завдань.
На наступний рік компанія Брокмана розробила проект OpenAI Five, створивши команду з п'яти ботів для гри в Dota 2. Під час турніру The International 2018 боти зазнали поразки у двох іграх проти професійних команд, однак у 2019 році вони обіграли чинних чемпіонів серії турнірів. Пізніше Брокман заявив, що після цих змагань багато професійних геймерів перейняли у ботів більш агресивний стиль гри і стали віддавати перевагу короткостроковій вигоді в матчах з фіксованим ігровим часом.
З 2018 по 2021 Грег Брокман брав участь у створенні серії алгоритмів обробки природної мови. Вони використовують глибоке навчання для перекладу та узагальнення уривків тексту, а потім складають текст, схожий на написаний людиною. У липні 2021 року OpenAI випустила Codex — генеративну модель кодування. Модель, розроблена на основі алгоритму OpenAI GPT-3, може автоматично програмувати прості веб-сторінки, програми та ігри. За словами Брокмана, мета Codex — полегшити процес кодування для програмістів і дозволити їм зосередитися на «баченні продукту та поділ цієї ідеї на частини і лише потім переходити до створення коду для цих частин».